# Chrysops stekhoveni
Chrysops stekhoveni är en tvåvingeart som beskrevs av Philip 1960. Chrysops stekhoveni ingår i släktet Chrysops och familjen bromsar. Inga underarter finns listade i Catalogue of Life.